# Maurizio Damilano
Maurizio Damilano (* 6. dubna 1957, Scarnafigi, Piemont) je bývalý italský atlet, olympijský vítěz a dvojnásobný mistr světa v chůzi na 20 km.

## Sportovní kariéra
V 21 letech startoval na mistrovství Evropy v Praze, kde v závodě na 20 kilometrů chůze obsadil šesté místo. Na olympiádě v Moskvě v roce 1980 v této disciplíně zvítězil. Při premiéře světového šampionátu v Helsinkách v roce 1983 došel do cíle závodu na 20 kilometrů sedmý. V Los Angeles vybojoval v olympijském závodě na 20 kilometrů chůze bronzovou medaili. Při evropském halovém šampionátu v Paříži v roce 1985 získal stříbrnou medaili v závodě na 5000 metrů chůze. Na mistrovství Evropy v roce 1986 ho v závodě na 20 kilometrů chůze porazil pouze Jozef Pribilinec. O rok později slavil vítězství v této disciplíně na mistrovství světa v Římě. Při svém třetím olympijském startu vybojoval v Soulu v chodeckém závodu na 20 kilometrů bronzovou medaili. Na světovém šampionátu v Tokiu v roce 1991 obhájil titul mistra světa v závodě na 20 kilometrů z Říma – byl to zároveň jeho poslední medailový úspěch na vrcholných soutěžích – na olympiádě v Barceloně se v této disciplíně umístil čtvrtý.